# Hellenismos (Religion)

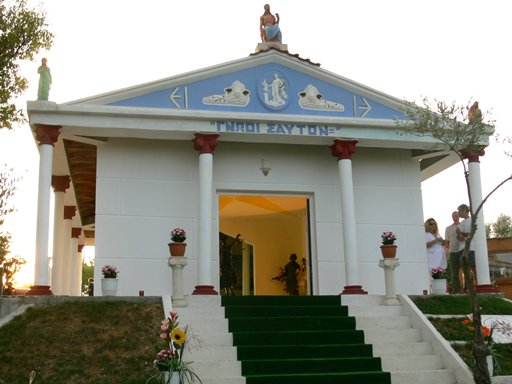
Tempel der Hellenisten in Thessaloniki, Griechenland. Die Inschrift bedeutet: „Erkenne dich selbst!“

Hellenismos oder hellenischer Polytheismus (griechisch Ελληνική εθνική θρησκεία), auch Dodekatheismus, nach den zwölf Göttern der klassischen griechischen Religion, ist eine Neue Religiöse Bewegung, die sich an der antiken und polytheistischen Religion des klassischen Griechenlands orientiert, nach antiken und wissenschaftlichen Quellen rekonstruiert und an die moderne Welt angepasst ist.

## Geschichte
Ein grundlegender Unterschied zu monotheistischen Religionen ist die schon in der Antike enorme Varianz der polytheistischen Religion, sowohl synchron in den unterschiedlichen Landschaften als auch diachron durch die spätere Einführung fremder Gottheiten wie Kybele und Isis. Auch war die antike Religion keine Glaubensreligion wie die heutigen abrahamitischen Religionen, sondern eine Religion der Gemeinschaft, in der der „Glaube“ sekundär war. Die gemeinschaftliche Kultpraxis (z. B. öffentliche Tieropfer mit anschließendem Festmahl) stand im Vordergrund.
Der Begriff Hellenismos ist literarisch erstmals im 2. Makkabäerbuch (4:13), einem Text aus dem 2. Jahrhundert v. Chr., belegt. Er bezeichnet dort die Nachahmung griechischer Sitten wie den Bau eines Gymnasions und das Tragen griechischer Hüte. Das altgriechische Wort „hellenizein“ bedeutet „griechisch sprechen, griechisch sein (wollen)“. Die latinisierte Form Hellenismus wird kulturgeschichtlich für die Epoche von Alexander dem Großen bis Kleopatras Tod verwendet (ausgehend von Johann Gustav Droysen). Die Verwendung der Bezeichnung für eine Religion geht heute von „hellenistischen“ Gruppen in den USA aus.

### Das Magazin Fackel
Mit einer Publikation im Magazin Fackel (δαυλός) machten 1982 verschiedene griechische Intellektuelle auf die Bewegung des Hellenismos erstmalig öffentlich aufmerksam. Auf Grundlage dieses Texts starteten in ganz Griechenland verschiedene helenozentrische Bewegungen, wobei einige daraus einen modernen Nationalismus weiterentwickelten.

### Anerkannte Religion in Griechenland
Seit 2017 ist der Hellenismos eine in Griechenland „anerkannte Religion“ (known religion). Damit ist die Neue Religiöse Bewegung offiziell als solche bekannt. Gemäß Artikel 17 des Gesetzes 4301/2014 dürfen die Anhänger damit Tempel bzw. sakrale Orte einrichten und religiöse Praktiken offiziell ausüben.

## Die moderne Sicht
Hellenistische Gruppen existieren unter anderem in Griechenland, den Vereinigten Staaten, Großbritannien, Frankreich, Belgien, Österreich und Deutschland. Im Wesentlichen beschränken sich wohl die meisten dieser Gruppen auf die Verehrung der Hauptgottheiten (s. u.) und die Kulthandlungen der klassischen Epoche. Auf Grund der Vielfalt der antiken Ideen in Hinblick auf Ursprung, Wesen und Verehrung der Gottheiten existieren auch bei modernen Hellenisten oftmals unterschiedliche Sichtweisen. Manche beschränken sich auf die Rekonstruktion der klassisch-homerischen Riten aufbauend auf wissenschaftlichen Erkenntnissen, andere beziehen die Gedanken der antiken Philosophen mit ein, bis hin zum Neuplatonismus der Spätantike. Da es keine verbindlichen „heiligen Bücher“ und auch keine regulative religiöse Organisation gibt (wie es auch in der Antike keine gab), ist es den jeweiligen Gruppen vorbehalten, wie sie ihre Schwerpunkte setzen. Die griechischen Organisationen (siehe Weblinks) sind vermehrt bestrebt, offizielle religiöse Anerkennung als ursprüngliche ethnische Religion zu erhalten.

## Aspekte
Wichtige Aspekte der Lehre sind:
- Rekonstruktion des ursprünglichen, heidnischen Glaubenssystems der griechischen Antike. Als Hauptgottheiten werden die Olympischen Götter verehrt.
- Ein Bekenntnis zum echten Polytheismus (engl. „Hard Polytheism“): Die Götter werden als reale und persönliche Wesenheiten mit individuellen Eigenschaften erkannt. Als Begründung für die Existenz zahlreicher Götter wird oft die Vielfalt der Erscheinungsformen unserer Welt angeführt.
- Der Hellenismos ist eine lebensbejahende, diesseitige Religion. Ein „Jenseitsglaube“ spielt keine wichtige Rolle.
- Die herausragende Bedeutung der Familie und der lokalen Kultgemeinschaft für die Ausübung und Weitergabe des Glaubens.

## Unterschiede zu anderen neuheidnischen Glaubenssystemen
Wesentliche Unterschiede zu synkretistischen und eklektischen Ausprägungen des Neuheidentums sind:
- Viele Anhänger des Hellenismos lehnen es ab, sich als Neuheiden oder Neopagan bezeichnen zu lassen, da der gängige Neopaganismus vor allem ein post-modernes Phänomen ist und größtenteils in okkultistischen oder New-Age-Ideen wurzelt, während sie den Hellenismos als moderne ethnische Religion ansehen, wobei sie ethnisch allerdings, das Wort Ethnicus zu Grunde legend, nicht völkisch oder nationalistisch definieren, sondern als hellenischem Ethos folgend und dezidiert nichtchristlich. Der Hellenismos sei dementsprechend nicht etwa aus dem modernen Neopaganismus entstanden, sondern verhalte sich zu diesem viel eher diametral.
- Die Betonung des „echten“ Polytheismus im Gegensatz zu Formen des Polytheismus, bei denen entweder mehrere Gottheiten aus verschiedenen Kulturen nebeneinander gestellt werden oder Gottheiten auf Archetypen reduziert werden.
- Die Ablehnung eklektizistischer Praktiken, also der Synthese von modernen neuheidnischen Religionen aus Elementen von verschiedenen anderen Religionen, Kulten und Traditionen.
- Die Skepsis gegenüber modernen „vereinheitlichenden Theologien“, wie z. B. dem Duotheismus der Wicca (Konzentration auf Die Göttin und Den Gott - „alle Götter sind ein Gott und alle Göttinnen sind eine Göttin“) und das Paradigma der „dreifaltigen Göttin“ (Jungfrau-Mutter-Alte) usw.

In der Ablehnung dieser Elemente stimmen alle rekonstruktionistischen Richtungen des Neuheidentums überein, also beispielsweise Hellenismos, Ásatrú und Celtoi.